# ریکلتون
ریکلتون (به انگلیسی: Rickleton) یک روستا در بریتانیا است که در شمال شرقی انگلستان واقع شده‌است. ریکلتون ۳٬۰۵۸ نفر جمعیت دارد.